# Highlanders (Super Rugby)

     Teren podlegający Highlanders – regiony Otago, North Otago oraz Southland

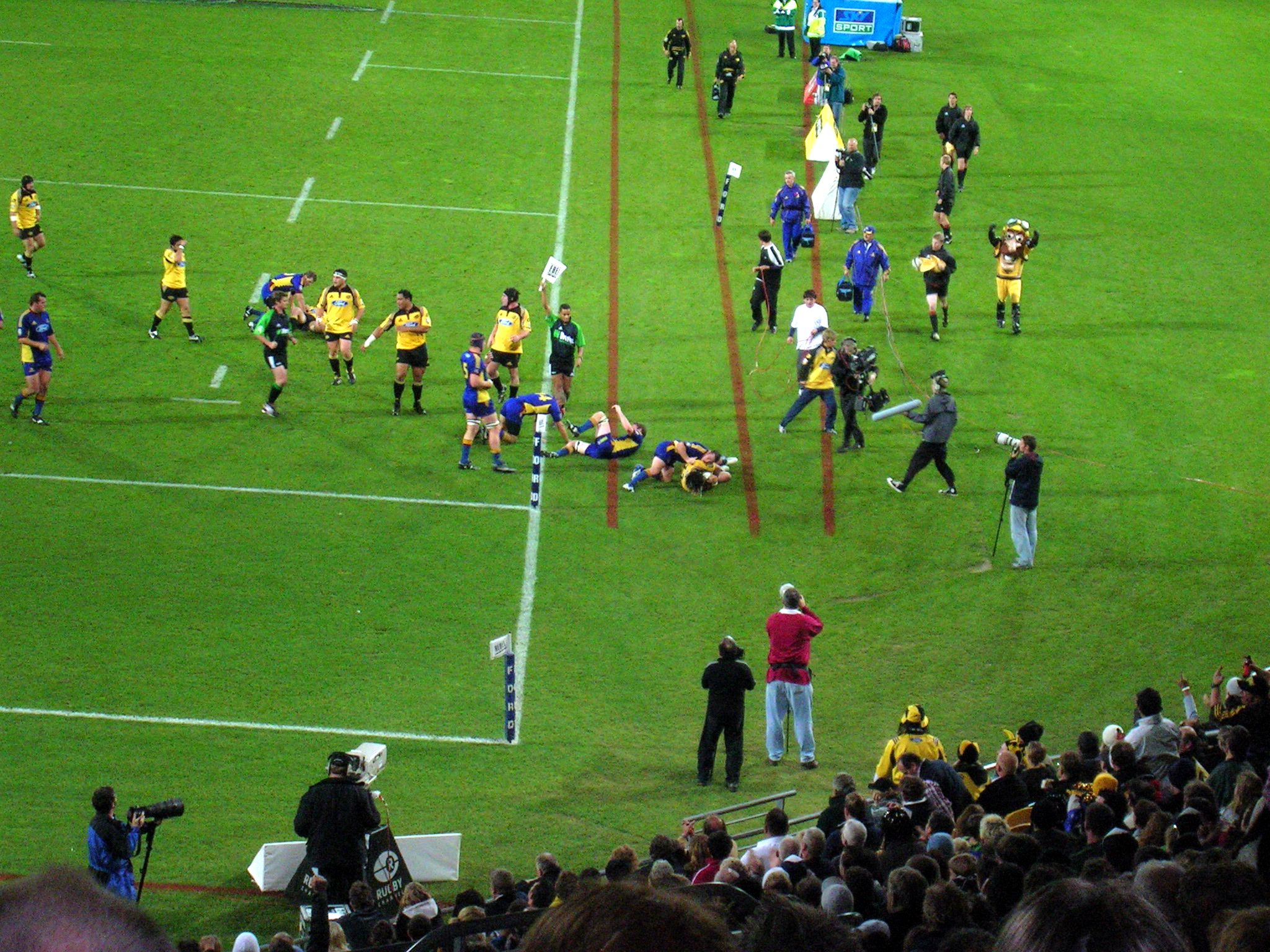
Mecz Hurricanes (żółte koszulki) z Highlanders (niebieskie)

Highlanders (dawniej Otago Highlanders) – nowozelandzka profesjonalna drużyna rugby union z siedzibą w Dunedin, występująca w elitarnych rozgrywkach Super Rugby. Drużyna reprezentuje lokalne związki rugby z Otago, Północnego Otago oraz Southland.
Drużyna swą nazwę oraz znajdującego się w logotypie szkockiego górala w kilcie zaczerpnęła od imigrantów z tego kraju, którzy przybyli do Otago i okolic w latach 40. i 50. XIX wieku. Barwami drużyny są połączone kolory poszczególnych regionów, a więc niebieski (Otago), żółty (Północne Otago) oraz kasztanowy (Southland). W sezonie 2011, jako wyjazdowy strój, wprowadzono kontrowersyjną zieloną koszulkę, jednak planowany jest powrót do tradycyjnego zestawu trzech kolorów.
Stadionem Highlanders do 2011 roku był stadion Carisbrook w Dunedin, jednak od początku sezonu 2012 drużyna przeniosła się na zbudowany na potrzeby Pucharu Świata w 2011 roku Forsyth Barr Stadium w Dunedin. Wyjątkowo Górale rozgrywają swoje mecze także na stadionach w Invercargill i Queenstown.
Franczyzę Highlanders utworzono w 1996 w celu reprezentacji Wyspy Południowej w nowo zawiązanych rozgrywkach Super 12.

## Wyniki
| Sezon | Pozycja w tabeli | Faza play-off                        |
| ----- | ---------------- | ------------------------------------ |
| 1996  | 8                |                                      |
| 1997  | 12               |                                      |
| 1998  | 4                | przegrany półfinał przeciw Blues     |
| 1999  | 2                | przegrany finał przeciw Crusaders    |
| 2000  | 3                | przegrany półfinał przeciw Crusaders |
| 2001  | 5                |                                      |
| 2002  | 4                | przegrany półfinał przeciw Crusaders |
| 2003  | 7                |                                      |
| 2004  | 9                |                                      |
| 2005  | 8                |                                      |
| 2006  | 6                |                                      |
| 2007  | 9                |                                      |
| 2008  | 9                |                                      |
| 2009  | 11               |                                      |
| 2010  | 12               |                                      |
| 2011  | 8                |                                      |
| 2012  | 9                |                                      |
| 2013  | 14               |                                      |
| 2014  | 6                | przegrane eliminacje przeciw Sharks  |
| 2015  | 4                | Mistrzostwo                          |
| 2016  | 5                | przegrany półfinał przeciw Lions     |
| 2017  |                  |                                      |